# 58. BAFTA-gála
A 58. BAFTA-gálát 2005. február 12-én tartotta a Brit film- és televíziós akadémia, melynek keretében a 2004. év legjobb filmjeit és alkotóit díjazta.

## Díjazottak és jelöltek
(a díjazottak félkövérrel vannak jelölve)

### Legjobb színész
Jamie Foxx – Ray
- Gael García Bernal – Che Guevara: A motoros naplója
- Jim Carrey – Egy makulátlan elme örök ragyogása
- Johnny Depp – Én, Pán Péter
- Leonardo DiCaprio – Aviátor

### Legjobb színésznő
Imelda Staunton – Vera Drake
- Charlize Theron – A rém
- Kate Winslet – Egy makulátlan elme örök ragyogása
- Kate Winslet – Én, Pán Péter
- Ziyi Zhang – A repülő tőrök klánja

### Legjobb operatőri munka
Collateral - A halál záloga – Dion Beebe, Paul Cameron
- Aviátor – Robert Richardson
- Che Guevara: A motoros naplója – Eric Gautier
- Én, Pán Péter – Roberto Schaefer
- A repülő tőrök klánja – Zhao Xiaoding

### Legjobb jelmez
Vera Drake – Jacqueline Durran
- Aviátor – Sandy Powell
- Én, Pán Péter – Alexandra Byrne
- A velencei kalmár – Sammy Sheldon
- A repülő tőrök klánja – Emi Wada

### Legjobb rendező
Mike Leigh – Vera Drake
- Martin Scorsese – Aviátor
- Michael Mann – Collateral - A halál záloga
- Michel Gondry – Egy makulátlan elme örök ragyogása
- Marc Forster – Én, Pán Péter

### Legjobb vágás
Egy makulátlan elme örök ragyogása – Valdís Óskarsdóttir
- Aviátor – Thelma Schoonmaker
- Collateral - A halál záloga – Jim Miller, Paul Rubell
- A repülő tőrök klánja – Cheng Long
- Vera Drake – Jim Clark

### Legjobb film
Aviátor
- Egy makulátlan elme örök ragyogása
- Én, Pán Péter
- Che Guevara: A motoros naplója
- Vera Drake

### Alexander Korda-díj az év kiemelkedő brit filmjének
Szerelmem nyara
- Dead Man's Shoes
- Harry Potter és az azkabani fogoly
- Haláli hullák hajnala
- Vera Drake

### Legjobb nem angol nyelvű film
Che Guevara: A motoros naplója (Diarios de motocicleta) • Argentína/USA/Kuba/Németország
- Rossz nevelés (La mala educación) • Spanyolország
- Kóristák (Les choristes) • Franciaország
- A repülő tőrök klánja (Shi mian mai fu) • Kína
- Hosszú jegyesség (Un long dimanche de fiançailles) • Franciaország

### Legjobb smink
Aviátor – Morag Ross, Kathryn Blondell, Siân Grigg
- Én, Pán Péter – Christine Blundell
- Harry Potter és az azkabani fogoly – Amanda Knight, Eithn‚ Fennell, Nick Dudman
- A repülő tőrök klánja – Kwan Lee-Na, Yang Xiaohai, Chau Siu-Mui
- Vera Drake –  Christine Blundell

### Legjobb filmzene (Anthony Asquith-díj a legjobb filmzenének)
Che Guevara: A motoros naplója – Gustavo Santaolalla
- Aviátor – Howard Shore
- Kóristák – Bruno Coulais
- Én, Pán Péter – Jan AP Kaczmarek
- Ray – Craig Armstrong

### Legjobb díszlet
Aviátor – Dante Ferretti
- Én, Pán Péter – Gemma Jackson
- Harry Potter és az azkabani fogoly – Stuart Craig
- A repülő tőrök klánja – Huo Tingxiao
- Vera Drake – Eve Stewart

### Legjobb adaptált forgatókönyv
Kerülőutak – Alexander Payne, Jim Taylor
- Kóristák – Christophe Barratier, Philippe Lopes-Curval
- Közelebb – Patrick Marber
- Én, Pán Péter – David Magee
- Che Guevara: A motoros naplója – José Rivera

### Legjobb eredeti forgatókönyv
Egy makulátlan elme örök ragyogása – Charlie Kaufman
- Aviátor – John Logan
- Collateral - A halál záloga – Stuart Beattie
- Ray – James L. White
- Vera Drake – Mike Leigh

### Legjobb hang
Ray – Steve Cantamessa, Scott Millan, Greg Orloff, Bob Beemer
- Aviátor – Philip Stockton, Eugene Geart, Petur Hliddal, Tom Fleischman
- Collateral - A halál záloga – Elliott L Koretz, Lee Orloff, Michael Minkler, Myron Nettinga
- A repülő tőrök klánja – Tao Jing, Roger Savage
- Pókember 2 – Paul NJ Ottosson, Kevin O'Connell, Greg P Russell, Jeffrey J Haboush

### Legjobb férfi mellékszereplő
Clive Owen – Közelebb
- Alan Alda – Aviátor
- Phil Davis – Vera Drake
- Rodrigo De La Serna – Che Guevara: A motoros naplója
- Jamie Foxx – Collateral – A halál záloga

### Legjobb női mellékszereplő
Cate Blanchett – Avitátor
- Julie Christie – Én, Pán Péter
- Heather Craney – Vera Drake
- Natalie Portman – Közelebb
- Meryl Streep – A mandzsúriai jelölt

### Legjobb vizuális effektek
Holnapután – Karen E Goulekas, Neil Corbould, Greg Strause, Remo Balcells
- Aviátor – Rob Legato, Pete Travers, Matthew Gratzner, Bruce Steinheimer
- Harry Potter és az azkabani fogoly – John Richardson, Roger Guyett, Tim Burke, Bill George, Karl Mooney
- A repülő tőrök klánja – Angie Lam, Andy Brown, Kirsty Millar, Luke Hetherington
- Pókember 2. – John Dykstra, Scott Stokdyk, Anthony LaMolinara, John Frazier

### Legjobb animációs rövidfilm
Birthday Boy
- City Paradise
- Heavy Pockets
- His Passionate Bride
- Little Things

### Legjobb rövidfilm
The Banker
- Can't Stop Breathing
- Elephant Boy
- Knitting A Love Song
- Six Shooter

### Kiemelkedő debütálás brit rendező, író vagy producer részéről
Amma Asante - A Way Of Life (rendező, író)
- Shona Auerbach - Kedves Frankie (rendező)
- Andrea Gibb - Afterlife (író)
- Nira Park - Haláli hullák hajnala (producer)
- Matthew Vaughn - Torta (rendező)

### Kiemelkedő brit hozzájárulás a mozifilmekhez
Angela Allen